# عاصی (مجموعه تلویزیونی)
عاصی (به ترکی استانبولی: Asi) یک مجموعهٔ تلویزیونی درام (فیلم و تلویزیون) ترکی است که از سال ۲۰۰۷ تا ۲۰۰۹ توسط کانال دی ترکیه پخش شد.

## خلاصه داستان
آسی داستان عشق بین دمیر و آسی است. دمیر تاجر جوان و ثروتمندی است که پس از سال‌ها زندگی در استانبول به همراه دوست صمیمی خود کریم برای تجارت و خرید زمین به شهر زادگاه خود، انطاکیه مراجعه می‌کنند. آسی در یک خانواده شش نفری در یک روستا زندگی می‌کند و چندین نسل است که روی زمین‌های روستا کار می‌کنند. زمانی که دمیر کودک خردسالی بوده است مادرش بنا به دلایلی خودکشی می‌کند. دمیر قصد دارد که با سفر به انطاکیه هم به تجارت بپردازد و هم دلیل اصلی خودکشی مادرش را پیدا کند. پس از پیگیری و جستجوی فراوان متوجه می‌شود، که خانواده آسی در خودکشی مادرش نقش داشته‌اند. او می‌خواهد از این خانواده انتقام بگیرد ولی در اولین برخورد با آسی عاشق او می‌شود و از این مرحله به بعد داستان فیلم حول عشق بین آسی و دمیر شکل می‌گیرد. دمیر و آسی هر دو بسیار لجباز و مغرور هستند.
علی، یک تاجر پرآوازه و مشهور برای انجام امور تجاری وارد شهر می‌شود و بعد از چند بار برخورد با آسی عاشق او می‌شود. با این که آسی عاشق دمیر است ولی به خاطر لجبازی با دمیر به علی نزدیک می‌شود و حتی به دمیر می‌گوید که پیشنهاد ازدواج علی را پذیرفته است (در حالی که قلباً دمیر را دوست دارد و علاقه‌ای به ازدواج با علی ندارد. پس از مدتی آسی به علی می‌گوید که دمیر را دوست دارد و می‌خواهد با او ازدواج کند. این موضوع باعث می‌شد که علی نقشه انتقام از دمیر را طراحی کند. پدر بزرگ آسی طی حادثه‌ای کشته می‌شود و علی با دسیسه چینی وانمود می‌کند که دمیر پدربزرگ آسی را کشته است. درست در روز ازدواج دمیر و عاصی و پس از جاری شدن خطبه عقد دمیر به جرم قتل پدربزرگ عاصی دستگیر می‌شود. در زندان آسی به دمیر می‌گوید که اگر مسئولیت قتل را بپذیرد ممکن است برایش تخفیف قائل شوند ولی دمیر می‌گوید من قاتل نیستم و تو به حرف‌های من اعتماد نداری. بعد از مدتی قاتل اصلی دستگیر شده و دمیر آزاد می‌شود. همین مسئله عدم اعتماد باعث می‌شد که دمیر از آسی تقاضای طلاق کند. یک روز در حالی که دمیر سوار بر اسب می‌خواهد چیزی را به آسی بدهد از روی اسب به زمین می‌افتد و کمرش برای مدتی آسیب می‌بیند. در این مدت آسی از دمیر مراقبت می‌کند (در حالی که با هم قهر هستند). به مرور زمان دمیر به آسی می‌گوید که اشتباه کرده و از او معذرت می‌خواهد، هر دو اختلافات را کنار گذاشته و باز هم به هم عشق می‌ورزند. در این میان علی باز به دنبال راهی برای ضربه زدن به دمیر است و برای این کار خود را به خواهر دمیر نزدیک می‌کند. دمیر به خواهرش می‌گوید که علی مرد خطرناکی است و باید از او فاصله بگیرد ولی ملک (خواهر دمیر) به علی وابسته شده است. خانه دمیر و آسی طی حادثه‌ای در آتش می‌سوزد. در حین تخلیه خانه دمیر نامه‌ای مربوط به احتمال زنده ماندن پدرش پیدا می‌کند. او به سوریه می‌رود و پدرش را در حلب پیدا می‌کند. در این بین علی از هر فرصتی برای نزدیکی به آسی استفاده می‌کند که این مسئله باعث ناراحتی دمیر می‌شود. دمیر و پدرش به انطاکیه بر می‌گردند. دمیر علی‌رغم میل خود با ازدواج ملک و علی موافقت می‌کند.
ملک و علی ازدواج می‌کنند و می‌خواهند تا یافتن خانه جدید چند روز در خانه دمیر و آسی زندگی کنند. در همین حین علی به آسی نزدیک می‌شود. ملک این صحنه را می‌بیند و به اشتباه فکر می‌کند که آیه به او و به برادرش (دمیر) خیانت کرده است. ملک با نوشتن نامه‌ای خود را در همان رودخانه‌ای که مادرش در آن خودکشی کرده غرق می‌کند. آسی چند بار تلاش می‌کند که به دمیر بگوید که خواهرش اشتباه کرده ولی امیر این موضوع را نمی‌پذیرد. آسی به دمیر نمی‌گوید که از وی حامله است دمیر از آسی طلاق گرفته و به استانبول می‌رود. بعد از گذشت ۵ سال دمیر باخبر می‌شود که خاله اش در انطاکیه تصادف کرده است. دمیر به سرعت خود را به شهر می‌رساند. در بدو ورود با دختر کوچکی روبه رو می‌شود (او نمی‌داند که این دختر، دختر خودش است). دمیر با مشاهده گردنبندی که چند سال قبل به آسی داده بود روی گردن دختر شک می‌کند که او دخترش است. آسی که نمی‌خواهد دخترش به دمیر نزدیک شود، او را برداشته و به همراه ظفر بیک به سوریه فرار می‌کند. دمیر نیز به همراه دوستش کریم به سوریه می‌رود و آسیه را بدون اجازه آسی با خود به انطاکیه می‌آورند. آسی نیز به شهر بر می‌گردد و در همین اتفاقات آسی و دمیر متوجه می‌شوند که هنوز به هم علاقه دارند. این ماجراها ادامه می‌یابد و عاصی و دمیر به هم نزدیک می‌شوند. در این حین دمیر متوجه می‌شود که مبتلا به سرطان خون است و برای انجام پیوند مغز استخوان به همراه پدر و خاله اش به استانبول می‌رود. آسی از این موضوع بی اطلاع است و چون می‌بیند که دمیر به استانبول رفته او هم به استانبول می‌رود در آنجا به اشتباه فکر می‌کند که دمیر با پزشک بیمارستان ارتباط دارد (او هنوز از سرطان امیر بی اطلاع است). با عصبانیت به انطاکیه بر می‌گردد ولی در نهایت به وسیله پدرش از موضوع سرطان مطلع می‌شود و عشق خود را مجدداً به دمیر ابراز می‌کند. با تلاش پزشکان بیمارستان و پیوند مغز استخوان از آسیه به دمیر، وی در نهایت کاملاً بهبود می‌یابد. آسیه در نهایت متوجه می‌شود که دمیر پدرش است. در نهایت دمیر و آسی در یک جشن کوچک مجدداً با یکدیگر ازدواج می‌کنند و سعی می‌کنند که با کمک دخترشان خاطرات تلخ گذشته را فراموش کنند.

## انتشار
| فصل   | قسمت‌ها | تاریخ انتشار  | تاریخ انتشار            | کانال تلویزیونی |
| فصل   | قسمت‌ها | تاریخ شروع    | تاریخ پایان             | کانال تلویزیونی |
| ----- | ------ | ------------- | ----------------------- | --------------- |
| فصل ۱ | ۳۴     | 26 Ekim 2007  | 27 Haziran 2008         | کانال د         |
| فصل ۲ | ۳۷     | 12 Eylül 2008 | 19 Haziran 2009 (Final) | کانال د         |